# Ban Tha Kae
Ban Tha Khae (alternative Schreibweise: Ban Tha Kae, Thai: บ้านท่าแค) ist ein archäologischer Fundplatz im Landkreis (Amphoe) Mueang Lop Buri der Provinz Lop Buri in der Zentralregion von Thailand.

## Lage und Grabungsgeschichte
Ban Tha Kae liegt etwa 5 km südlich von Non Ma Kla sowie 15 km südwestlich der Kupferlagerstätten im Tal Khao Wond Prachan. Der Platz nimmt eine Fläche von 1.200 m mal 800 m ein. Der Hügel wurde von Bauarbeitern und Grabräubern systematisch abgetragen, dennoch konnte man drei archäologisch interessante Lagen freilegen. Die erste gehört wahrscheinlich zu zweiten Hälfte des 2. Jahrtausends v. Chr., während der die Kupferminen im Nordosten ausgebeutet wurden.

## Funde
In der ersten Lage fand man Armreifen aus Bronze, Gefäße aus Ton sowie Schmuck aus Muschelschalen und Stein. Die zweite Lage gehört zur Eisenzeit (um 500 v. Chr.) und zeigt importierte Kugeln aus Glasmaterial. Die oberste Schicht repräsentiert die Dvaravati-Periode in Thailand.